# End (album)
End – szósty album zespołu Varius Manx. Płyta wydana w 1997 przez BMG Poland, uzyskała certyfikat platynowej.

## Lista utworów
Opracowano na podstawie materiału źródłowego.
| Nr. | Tytuł                      | Słowa                                                      | Muzyka              | Czas |
| --- | -------------------------- | ---------------------------------------------------------- | ------------------- | ---- |
| 1.  | Kiedy mnie malujesz        | Andrzej Ignatowski                                         | Robert Janson       | 4:00 |
| 2.  | Pół żartem pół serio       | Marcin Jędrych                                             | Paweł Marciniak     | 3:01 |
| 3.  | Bez fałszu                 | Andrzej Ignatowski                                         | Robert Janson       | 3:29 |
| 4.  | Zwykła ziemska sprawa      | Marcin Jędrych                                             | Paweł Marciniak     | 2:30 |
| 5.  | Tamta cisza                | Katarzyna Stankiewicz                                      | Sławomir Romanowski | 3:13 |
| 6.  | Nie do wiary               | Marcin Jędrych                                             | Rafał Kokot         | 4:03 |
| 7.  | Czy tak chcesz             | Katarzyna Stankiewicz, Marcin Jędrych, Sławomir Romanowski | Sławomir Romanowski | 3:38 |
| 8.  | Najmniejsze państwo świata | Andrzej Ignatowski                                         | Robert Janson       | 3:38 |
| 9.  | Pilnujcie marzeń           | Rafał Kokot                                                | Rafał Kokot         | 3:35 |
| 10. | Jestem tu – obok ciebie    | Andrzej Ignatowski                                         | Robert Janson       | 3:53 |
| 11. | Nie teraz                  | Andrzej Ignatowski                                         | Robert Janson       | 2:54 |
| 12. | Diagnoza nieznana          | Marcin Jędrych                                             | Paweł Marciniak     | 3:41 |
| 13. | Dziecięcy świat            | Sławomir Romanowski                                        | Sławomir Romanowski | 3:58 |
| 14. | Na koniec                  | Andrzej Ignatowski                                         | Robert Janson       | 3:00 |

## Twórcy
Opracowano na podstawie materiału źródłowego.

- Kasia Stankiewicz – wokal prowadzący
- Robert Janson – wokal
- Paweł Marciniak – gitara basowa, fortepian, programowanie
- Michał Marciniak – gitara, programowanie
- Sławek Romanowski – perkusja, programowanie
- Piotr Garlicki – oprawa graficzna
- Agata Świtała-Ruszkowska, De Su, Klaudia Nizińska – wokal wspierający
- Mariusz Tondera – wiolonczela
- Zbigniew Weghaupt – kontrabas
- Andrzej Zachary – skrzydłówka
- Jadwiga Laskowska-Cyb, Marcin Kamiński – flet
- Artur Moniuszko – mastering
- Leszek Kamiński – mastering, produkcja muzyczna
- Beata Wielgosz – zdjęcia
- Paweł Perliński – fortepian
- Rafał Kokot – saksofon